# Bogdan Stugren
Bogdan Stugren (n. 9 septembrie 1928, Reghin - d. 17 martie 1993, Cluj-Napoca) a fost un biolog, zoolog și ecolog român, profesor universitar la Universitatea „Babeș-Bolyai” din Cluj-Napoca. Este unul dintre fondatorii învățământului ecologic din România. Specialist în herpetologie, a publicat și lucrări de evoluționism.
Dintre lucrările publicate de Bogdan Stugren se remarcă: „Ecologie generală”, Ed. didactică și pedagogică (1965), „Evoluționismul în secolul XX”, Ed. Politică (1969), „Maimuța înțeleaptă: eseuri literar-științifice”, Ed. Dacia (1971), „Grundlagen der allgemeinen Ökologie”, Ed. Fischer-Jena (Germania, 1972, 1974, 1978, 1986). A făcut parte din colectivele de redactare a lucrărilor „Dicționar enciclopedic român” (Ed. Politică, București, 1962-1966) și „Dicționar enciclopedic” (Editura Enciclopedică, vol. I, 1993). A scris în colaborare: „Biologie generală, genetică și ameliorare” (în colaborare cu D. Buican, Editura didactică și pedagogică,1969), „Mică enciclopedie de biologie și medicină” (în colaborare cu V. Săhleanu, București, Ed. științifică și enciclopedică,1976), „Sistematica filogenetică, anatomia comparată și zoogeografia vertebratelor” (în colaborare cu I. Coroiu, Cluj-Napoca, 1994) etc.